# 美金駅
美金駅（ミグムえき）は大韓民国京畿道城南市盆唐区金谷洞にある、韓国鉄道公社（KORAIL）と新盆唐線の駅。

## 利用可能な鉄道路線
韓国鉄道公社
水仁・盆唐線 - 駅番号はK231
新盆唐線
新盆唐線 - 駅番号はD13

## 歴史
- 1994年9月1日 - 水西-梧里区間の開通とともに開業。
- 2011年5月 - ホームドア設置。
- 2013年11月30日 - 盆唐線の急行の運行開始とともに急行停車駅になる。
- 2015年1月16日 - 副駅名「盆唐ソウル大病院（분당서울대병원）」追加。
- 2015年9月4日 - 新盆唐線美金駅工事開始[1]。
- 2018年4月28日 - 新盆唐線の駅が開業。
- 2020年9月12日 - 水仁線の水原延伸により路線名が盆唐線から水仁・盆唐線に変更。

### 駅名の由来
当駅の所在地の九美洞の「美」と、周辺にある金谷洞の「金」からとっている。

## 駅構造

### 水仁・盆唐線
相対式ホーム2面2線の地下駅。保安用にホームドアシステム（フルスクリーンタイプ）を装備する。改札口は亭子側と梧里側の二箇所ある。出口は8番まである。

#### のりば
| 1 | 水仁・盆唐線 | 梧里・竹田・水原・仁川方面 |
| 2 | 水仁・盆唐線 | 牡丹・宣陵・往十里方面     |

### 新盆唐線
相対式ホーム2面2線の地下駅。
当駅は新盆唐線2期区間（京畿鉄道運営）にあるため、当駅で盆唐線から乗り換え、板橋駅以遠へ向かった場合は200ウォンの加算運賃が適用され、隣の亭子駅で乗り換えた場合より割高となる。

#### のりば
案内上ののりば番号は設定されていない。 
| 上り | 新盆唐線 | 亭子・板橋・江南・新沙方面 |
| 下り | 新盆唐線 | 光教方面                   |

## 利用状況
近年の一日平均利用人員推移は下記の通り。
| 路線         | 路線     | 2000年 | 2001年 | 2002年 | 2003年 | 2004年 | 2005年 | 2006年 | 2007年 | 2008年 | 2009年 | 出典  |
| ------------ | -------- | ------ | ------ | ------ | ------ | ------ | ------ | ------ | ------ | ------ | ------ | ----- |
| 水仁・盆唐線 | 乗車人員 | 14,035 | 14,080 | 18,446 | 21,112 | 18,142 | 18,321 | 18,026 | 17,964 | 17,986 | 17,727 | [ 2 ] |
| 水仁・盆唐線 | 降車人員 | 11,574 | 12,330 | 16,053 | 22,611 | 21,653 | 21,726 | 21,538 | 20,682 | 19,444 | 18,529 | [ 2 ] |
| 路線         | 路線     | 2010年 | 2011年 | 2012年 | 2013年 | 2014年 | 2015年 | 2016年 | 2017年 | 2018年 | 2019年 | 出典  |
| 水仁・盆唐線 | 乗車人員 | 17,928 | 18,547 | 20,678 | 21,718 | 22,433 | 21,945 | 19,778 | 19,402 | 17,805 | 17,381 | [ 2 ] |
| 水仁・盆唐線 | 降車人員 | 19,077 | 20,039 | 22,155 | 23,148 | 23,612 | 23,223 | 21,215 | 21,008 | 18,140 | 17,857 | [ 2 ] |
| 路線         | 路線     | 2020年 |        |        |        |        |        |        |        |        |        |       |
| 水仁・盆唐線 | 乗車人員 | 12,444 |        |        |        |        |        |        |        |        |        |       |
| 水仁・盆唐線 | 降車人員 | 12,761 |        |        |        |        |        |        |        |        |        |       |

## 駅周辺
当駅は城南大路の真下に位置する。周辺はかなり賑やかな商業地域でバス路線が集結する交通の中心地でもある。
- 城南市九美図書館（朝鮮語版）
- 金谷洞住民センター
- ヌルプルン中学校（朝鮮語版）
- ヌルプルン初等学校（朝鮮語版）
- 美金市場
- 九美1洞住民センター
- 城南美金初等学校（朝鮮語版）
- 盆唐経営高等学校（朝鮮語版）
- 盆唐ソウル大病院（朝鮮語版）
- 仏谷高等学校（朝鮮語版）
- 仏谷中学校（朝鮮語版）
- 梧里初等学校（朝鮮語版）
- 2001アウトレット（朝鮮語版） 美金店
- チョンソル中学校（朝鮮語版）
- チョンソル初等学校（朝鮮語版）
- 韓国障害者雇用公団（朝鮮語版） 雇用開発院

## 隣の駅
韓国鉄道公社
 水仁・盆唐線
亭子駅 (K230) - 美金駅 (K231) - 梧里駅 (K232)
新盆唐線
新盆唐線
亭子駅 (D12) - 美金駅 (D13) - 東川駅 (D14)